# غنوت هدار
غنوت هدار ((بالعبرية: גַּנּוֹת הָדָר‏)، حرفياً: حدائق الحمضيات) هي مستوطنة مجتمعية في وسط إسرائيل على انقاض خربة بيت ليد الفلسطينية. تقع في سهل شارون ضِمن نطاق مجلس ليف هشارون الإقليمي. في 2019، بلغ عدد سكانها 971.

## التاريخ
تأسست القرية عام 1954 وكانت مُخصصة للمهاجرين من جنوب أفريقيا. اسمها مُشتق من البساتين المحيطة بها.